# Трубач (фільм)
«Трубач» робоча назва «Сурмач» — український повнометражний сімейний, дитячий, комедійний мюзикл відзнятий режисером Анатолієм Матешко. Оригінальні текст та музику пісень російською написав музикант Gogol Bordello Сергій Рябцев; переклад пісень українською виконав Сергій Ковальчук; автор інструментальної музики — композитор В'ячеслав Назаров.
Фільм вийшов у прокат в Україні 27 березня 2014-го року на 70 екранах; прокатник — Галеон кіно.

## Опис
Фільм розповідає про юного трубача дитячого естрадно-духового оркестру Миколу Шевченка. Він не тільки талановито грає, але і пише власну музику, привертаючи увагу всесвітньо відомого музиканта Юджина Гайсина, який гастролює в місті. Це абсолютно київська історія про суперництво двох дитячих оркестрів. Все як у дорослих — кохання, інтриги, заздрість і звичайно добро, яке перемагає зло.

## У ролях
- Олексій Горбунов — Василь Петрович
- Льоня Шевченко — Микола Шевченко
- Полінка Тарасенко — Ліза
- Денис Капустін — Віталік
- Роман Дебрін — Рома
- Володимир Горянський — Гамкало
- Юрій Радковський — Женя
- Сергій SKA Ковальчук — Голова журі
- Михайло Пшеничний — Вадим Іванович, помічник Сергія Петровича

## Виробництво
- Скільки днів тривали зйомки фільму — 76 днів
- Скільки всього дітей знялось у фільмі — близько 300
- Скільки часу було витрачено, щоб вивчити один танець — в середньому 2-3 тижні для 1 номера. Загальний термін підготовки всіх хореографічних номерів — 3 місяці
- Скільки листів нот було зіграно — приблизно 200 аркушів
- Загальна тривалість танцювальних номерів у фільмі — близько 20 хв
- Кількість танцювальних номерів у фільмі — 10
- Загальна тривалість всіх пісень — 43 хв при повній тривалості фільму 82 хв і 4 сек (російськомовний оригінал музики та слів — Сергій Рябцев, переклад слів українською — Сергій SKA Ковальчук)
- Кількість різноманітних дитячих вокальних, інструментальних та хореографічних колективів — близько 10

## Нагороди та номінації
Бронзовий призер Чілдрен кінофесту (2014)

## Касові збори
Стрічка вийшла 27 березня 2014 року у широкий прокат в Україні на 70 екранах та зайняла восьму сходинку українського бокс-офісу, зібравши загалом ₴131.9 тис. ($11,7 тис.). На другому тижні прокату, стрічка вибула з десятки українського бокс-офісу, зібравши на 51 копії ₴69,6 тис. ($6 тис.), довівши загальні збори за перші два тижні до ₴237 тис. ($21,1 тис.).
Всього стрічка протрималася 7 тижнів в українському кінопрокаті і зібрала 358,1 тисяч гривень, а загальна кількість проданих квитків — 12,5 тисяч.

## Відгуки критиків
Стрічка отримала стримано-позитивні відгуки від українських кінокритиків.